# Pelurga lugubris
Pelurga lugubris là một loài bướm đêm trong họ Geometridae.